# Michael Cleary
Michael J. Cleary CSSp (ur. 1 września 1925 w Tulrahan, w hrabstwie Mayo, zm. 3 września 2020 w Dublinie) – irlandzki duchowny katolicki, biskup Bandżulu w Gambii od 1981 do 2006. Od 2006 był biskupem emerytowanym tej diecezji.

## Życiorys
Święcenia kapłańskie otrzymał w dniu 29 czerwca 1952 w zgromadzeniu duchaczy.

## Episkopat
24 stycznia 1981 papież Jan Paweł II mianował go biskupem diecezji Bandżul w Gambii. Sakry biskupiej udzielił mu 25 marca 1981 nuncjusz apostolski w Gambii – arcybiskup Johannes Dyba.